# 조지아 축구 국가대표팀
조지아 축구 국가대표팀(조지아어: საქართველოს ეროვნული საფეხბურთო ნაკრები)은 조지아를 대표하는 축구 국가대표팀으로 '십자군 전사'라는 별명으로 알려져 있으며 1992년 이전까지 소련의 일원으로 국제 대회에 참가했다.  홈 구장은 보리스 파이차제 경기장이며 현재 감독은 프랑스의 FIFA 컨페더레이션스컵 2연패, 2006년 FIFA 월드컵 준우승의 주역으로 활약했던 윌리 사뇰이다.

## 국제 대회 경력

### FIFA 월드컵
월드컵 본선 경험은 전무하며 다만 1998년 FIFA 월드컵 유럽 지역 예선에서부터 2006년 FIFA 월드컵 유럽 지역 예선까지 3대회 연속 지역 예선에서 승점 10점을 획득했고 특히 2006년 대회 유럽 지역 예선에서는 14골을 터뜨리면서 조지아 축구 역사상 월드컵 지역 예선 최다 득점 기록을 경신했다.

### UEFA 유럽 축구 선수권 대회
UEFA 유로 2024를 통해 사상 첫 메이저 대회 본선에 모습을 드러낸 이후 F조 조별리그에서 1승 1무 1패·조 3위로 메이저 대회 본선 첫 출전만에 16강 진출의 대업을 달성했다.

### UEFA 네이션스리그

#### 2018-19년 리그 D
유럽 네이션스리그 첫 시즌 리그 D에 편입된 조지아는 1조에서 안도라, 라트비아, 카자흐스탄을 상대로 6경기 5승 1무·조 1위의 압도적인 성적으로 조 2위인 카자흐스탄과 함께 차기 시즌 리그 C 승격 티켓을 따냈다.

## FIFA 월드컵 (본선)
| 년도   | 결과          | 순위          | 경기          | 승            | 무*           | 패            | 득점          | 실점          | 승점          |
| ------ | ------------- | ------------- | ------------- | ------------- | ------------- | ------------- | ------------- | ------------- | ------------- |
| 1930년 | 소련으로 참가 | 소련으로 참가 | 소련으로 참가 | 소련으로 참가 | 소련으로 참가 | 소련으로 참가 | 소련으로 참가 | 소련으로 참가 | 소련으로 참가 |
| 1934년 | 소련으로 참가 | 소련으로 참가 | 소련으로 참가 | 소련으로 참가 | 소련으로 참가 | 소련으로 참가 | 소련으로 참가 | 소련으로 참가 | 소련으로 참가 |
| 1938년 | 소련으로 참가 | 소련으로 참가 | 소련으로 참가 | 소련으로 참가 | 소련으로 참가 | 소련으로 참가 | 소련으로 참가 | 소련으로 참가 | 소련으로 참가 |
| 1950년 | 소련으로 참가 | 소련으로 참가 | 소련으로 참가 | 소련으로 참가 | 소련으로 참가 | 소련으로 참가 | 소련으로 참가 | 소련으로 참가 | 소련으로 참가 |
| 1954년 | 소련으로 참가 | 소련으로 참가 | 소련으로 참가 | 소련으로 참가 | 소련으로 참가 | 소련으로 참가 | 소련으로 참가 | 소련으로 참가 | 소련으로 참가 |
| 1958년 | 소련으로 참가 | 소련으로 참가 | 소련으로 참가 | 소련으로 참가 | 소련으로 참가 | 소련으로 참가 | 소련으로 참가 | 소련으로 참가 | 소련으로 참가 |
| 1962년 | 소련으로 참가 | 소련으로 참가 | 소련으로 참가 | 소련으로 참가 | 소련으로 참가 | 소련으로 참가 | 소련으로 참가 | 소련으로 참가 | 소련으로 참가 |
| 1966년 | 소련으로 참가 | 소련으로 참가 | 소련으로 참가 | 소련으로 참가 | 소련으로 참가 | 소련으로 참가 | 소련으로 참가 | 소련으로 참가 | 소련으로 참가 |
| 1970년 | 소련으로 참가 | 소련으로 참가 | 소련으로 참가 | 소련으로 참가 | 소련으로 참가 | 소련으로 참가 | 소련으로 참가 | 소련으로 참가 | 소련으로 참가 |
| 1974년 | 소련으로 참가 | 소련으로 참가 | 소련으로 참가 | 소련으로 참가 | 소련으로 참가 | 소련으로 참가 | 소련으로 참가 | 소련으로 참가 | 소련으로 참가 |
| 1978년 | 소련으로 참가 | 소련으로 참가 | 소련으로 참가 | 소련으로 참가 | 소련으로 참가 | 소련으로 참가 | 소련으로 참가 | 소련으로 참가 | 소련으로 참가 |
| 1982년 | 소련으로 참가 | 소련으로 참가 | 소련으로 참가 | 소련으로 참가 | 소련으로 참가 | 소련으로 참가 | 소련으로 참가 | 소련으로 참가 | 소련으로 참가 |
| 1986년 | 소련으로 참가 | 소련으로 참가 | 소련으로 참가 | 소련으로 참가 | 소련으로 참가 | 소련으로 참가 | 소련으로 참가 | 소련으로 참가 | 소련으로 참가 |
| 1990년 | 소련으로 참가 | 소련으로 참가 | 소련으로 참가 | 소련으로 참가 | 소련으로 참가 | 소련으로 참가 | 소련으로 참가 | 소련으로 참가 | 소련으로 참가 |
| 1994년 | 없음          | 없음          | 없음          | 없음          | 없음          | 없음          | 없음          | 없음          | 없음          |
| 1998년 | 예선 탈락     | 예선 탈락     | 예선 탈락     | 예선 탈락     | 예선 탈락     | 예선 탈락     | 예선 탈락     | 예선 탈락     | 예선 탈락     |
| 2002년 | 예선 탈락     | 예선 탈락     | 예선 탈락     | 예선 탈락     | 예선 탈락     | 예선 탈락     | 예선 탈락     | 예선 탈락     | 예선 탈락     |
| 2006년 | 예선 탈락     | 예선 탈락     | 예선 탈락     | 예선 탈락     | 예선 탈락     | 예선 탈락     | 예선 탈락     | 예선 탈락     | 예선 탈락     |
| 2010년 | 예선 탈락     | 예선 탈락     | 예선 탈락     | 예선 탈락     | 예선 탈락     | 예선 탈락     | 예선 탈락     | 예선 탈락     | 예선 탈락     |
| 2014년 | 예선 탈락     | 예선 탈락     | 예선 탈락     | 예선 탈락     | 예선 탈락     | 예선 탈락     | 예선 탈락     | 예선 탈락     | 예선 탈락     |
| 2018년 | 예선 탈락     | 예선 탈락     | 예선 탈락     | 예선 탈락     | 예선 탈락     | 예선 탈락     | 예선 탈락     | 예선 탈락     | 예선 탈락     |
| 2022년 | 예선 탈락     | 예선 탈락     | 예선 탈락     | 예선 탈락     | 예선 탈락     | 예선 탈락     | 예선 탈락     | 예선 탈락     | 예선 탈락     |
| 합계   |               |               |               |               |               |               |               |               |               |

## FIFA 월드컵 (예선)
| 1930년 | 소련으로 참가                             | 소련으로 참가                             | 소련으로 참가                             | 소련으로 참가                             | 소련으로 참가                             | 소련으로 참가                             | 소련으로 참가                             |                                           |                                           |
| 1934년 | 소련으로 참가                             | 소련으로 참가                             | 소련으로 참가                             | 소련으로 참가                             | 소련으로 참가                             | 소련으로 참가                             | 소련으로 참가                             |                                           |                                           |
| 1938년 | 소련으로 참가                             | 소련으로 참가                             | 소련으로 참가                             | 소련으로 참가                             | 소련으로 참가                             | 소련으로 참가                             | 소련으로 참가                             |                                           |                                           |
| 1950년 | 소련으로 참가                             | 소련으로 참가                             | 소련으로 참가                             | 소련으로 참가                             | 소련으로 참가                             | 소련으로 참가                             | 소련으로 참가                             |                                           |                                           |
| 1954년 | 소련으로 참가                             | 소련으로 참가                             | 소련으로 참가                             | 소련으로 참가                             | 소련으로 참가                             | 소련으로 참가                             | 소련으로 참가                             |                                           |                                           |
| 1958년 | 소련으로 참가                             | 소련으로 참가                             | 소련으로 참가                             | 소련으로 참가                             | 소련으로 참가                             | 소련으로 참가                             | 소련으로 참가                             |                                           |                                           |
| 1962년 | 소련으로 참가                             | 소련으로 참가                             | 소련으로 참가                             | 소련으로 참가                             | 소련으로 참가                             | 소련으로 참가                             | 소련으로 참가                             |                                           |                                           |
| 1966년 | 소련으로 참가                             | 소련으로 참가                             | 소련으로 참가                             | 소련으로 참가                             | 소련으로 참가                             | 소련으로 참가                             | 소련으로 참가                             |                                           |                                           |
| 1970년 | 소련으로 참가                             | 소련으로 참가                             | 소련으로 참가                             | 소련으로 참가                             | 소련으로 참가                             | 소련으로 참가                             | 소련으로 참가                             |                                           |                                           |
| 1974년 | 소련으로 참가                             | 소련으로 참가                             | 소련으로 참가                             | 소련으로 참가                             | 소련으로 참가                             | 소련으로 참가                             | 소련으로 참가                             |                                           |                                           |
| 1978년 | 소련으로 참가                             | 소련으로 참가                             | 소련으로 참가                             | 소련으로 참가                             | 소련으로 참가                             | 소련으로 참가                             | 소련으로 참가                             |                                           |                                           |
| 1982년 | 소련으로 참가                             | 소련으로 참가                             | 소련으로 참가                             | 소련으로 참가                             | 소련으로 참가                             | 소련으로 참가                             | 소련으로 참가                             |                                           |                                           |
| 1986년 | 소련으로 참가                             | 소련으로 참가                             | 소련으로 참가                             | 소련으로 참가                             | 소련으로 참가                             | 소련으로 참가                             | 소련으로 참가                             |                                           |                                           |
| 1990년 | 소련으로 참가                             | 소련으로 참가                             | 소련으로 참가                             | 소련으로 참가                             | 소련으로 참가                             | 소련으로 참가                             | 소련으로 참가                             |                                           |                                           |
| 1994년 | 없음                                      | 없음                                      | 없음                                      | 없음                                      | 없음                                      | 없음                                      | 없음                                      |                                           |                                           |
| 1998년 | 8                                         | 3                                         | 1                                         | 4                                         | 7                                         | 9                                         | 10                                        |                                           |                                           |
| 2002년 | 8                                         | 3                                         | 1                                         | 4                                         | 12                                        | 12                                        | 10                                        |                                           |                                           |
| 2006년 | 12                                        | 2                                         | 4                                         | 6                                         | 14                                        | 25                                        | 10                                        |                                           |                                           |
| 2010년 | 10                                        | 0                                         | 3                                         | 7                                         | 7                                         | 19                                        | 3                                         |                                           |                                           |
| 2014년 | 8                                         | 1                                         | 2                                         | 5                                         | 3                                         | 10                                        | 5                                         |                                           |                                           |
| 2018년 | 10                                        | 0                                         | 5                                         | 5                                         | 8                                         | 14                                        | 5                                         |                                           |                                           |
| 2022년 | 8                                         | 2                                         | 1                                         | 5                                         | 5                                         | 15                                        | 7                                         |                                           |                                           |
| 합계   | 64                                        | 11                                        | 17                                        | 36                                        | 56                                        | 104                                       | 50                                        |                                           |                                           |
| 순위   | 월드컵 예선 승점 순위 : 130위 (유럽 45위) | 월드컵 예선 승점 순위 : 130위 (유럽 45위) | 월드컵 예선 승점 순위 : 130위 (유럽 45위) | 월드컵 예선 승점 순위 : 130위 (유럽 45위) | 월드컵 예선 승점 순위 : 130위 (유럽 45위) | 월드컵 예선 승점 순위 : 130위 (유럽 45위) | 월드컵 예선 승점 순위 : 130위 (유럽 45위) | 월드컵 예선 승점 순위 : 130위 (유럽 45위) | 월드컵 예선 승점 순위 : 130위 (유럽 45위) |

## UEFA 유럽 축구 선수권 대회
| UEFA 유로 대회 본선 | UEFA 유로 대회 본선                    | UEFA 유로 대회 본선                    | UEFA 유로 대회 본선                    | UEFA 유로 대회 본선                    | UEFA 유로 대회 본선                    | UEFA 유로 대회 본선                    | UEFA 유로 대회 본선                    | UEFA 유로 대회 본선                    | UEFA 유로 대회 본선                    | UEFA 유로 대회 예선        | UEFA 유로 대회 예선        | UEFA 유로 대회 예선        | UEFA 유로 대회 예선        | UEFA 유로 대회 예선        | UEFA 유로 대회 예선        | UEFA 유로 대회 예선        |
| 년도                | 결과                                   | 순위                                   | 경기                                   | 승                                     | 무*                                    | 패                                     | 득점                                   | 실점                                   | 승점                                   | 경기                       | 승                         | 무*                        | 패                         | 득점                       | 실점                       | 승점                       |
| ------------------- | -------------------------------------- | -------------------------------------- | -------------------------------------- | -------------------------------------- | -------------------------------------- | -------------------------------------- | -------------------------------------- | -------------------------------------- | -------------------------------------- | -------------------------- | -------------------------- | -------------------------- | -------------------------- | -------------------------- | -------------------------- | -------------------------- |
| 1960년              | 소련으로 참가                          | 소련으로 참가                          | 소련으로 참가                          | 소련으로 참가                          | 소련으로 참가                          | 소련으로 참가                          | 소련으로 참가                          | 소련으로 참가                          | 소련으로 참가                          | 소련으로 참가              | 소련으로 참가              | 소련으로 참가              | 소련으로 참가              | 소련으로 참가              | 소련으로 참가              | 소련으로 참가              |
| 1964년              | 소련으로 참가                          | 소련으로 참가                          | 소련으로 참가                          | 소련으로 참가                          | 소련으로 참가                          | 소련으로 참가                          | 소련으로 참가                          | 소련으로 참가                          | 소련으로 참가                          | 소련으로 참가              | 소련으로 참가              | 소련으로 참가              | 소련으로 참가              | 소련으로 참가              | 소련으로 참가              | 소련으로 참가              |
| 1968년              | 소련으로 참가                          | 소련으로 참가                          | 소련으로 참가                          | 소련으로 참가                          | 소련으로 참가                          | 소련으로 참가                          | 소련으로 참가                          | 소련으로 참가                          | 소련으로 참가                          | 소련으로 참가              | 소련으로 참가              | 소련으로 참가              | 소련으로 참가              | 소련으로 참가              | 소련으로 참가              | 소련으로 참가              |
| 1972년              | 소련으로 참가                          | 소련으로 참가                          | 소련으로 참가                          | 소련으로 참가                          | 소련으로 참가                          | 소련으로 참가                          | 소련으로 참가                          | 소련으로 참가                          | 소련으로 참가                          | 소련으로 참가              | 소련으로 참가              | 소련으로 참가              | 소련으로 참가              | 소련으로 참가              | 소련으로 참가              | 소련으로 참가              |
| 1976년              | 소련으로 참가                          | 소련으로 참가                          | 소련으로 참가                          | 소련으로 참가                          | 소련으로 참가                          | 소련으로 참가                          | 소련으로 참가                          | 소련으로 참가                          | 소련으로 참가                          | 소련으로 참가              | 소련으로 참가              | 소련으로 참가              | 소련으로 참가              | 소련으로 참가              | 소련으로 참가              | 소련으로 참가              |
| 1980년              | 소련으로 참가                          | 소련으로 참가                          | 소련으로 참가                          | 소련으로 참가                          | 소련으로 참가                          | 소련으로 참가                          | 소련으로 참가                          | 소련으로 참가                          | 소련으로 참가                          | 소련으로 참가              | 소련으로 참가              | 소련으로 참가              | 소련으로 참가              | 소련으로 참가              | 소련으로 참가              | 소련으로 참가              |
| 1984년              | 소련으로 참가                          | 소련으로 참가                          | 소련으로 참가                          | 소련으로 참가                          | 소련으로 참가                          | 소련으로 참가                          | 소련으로 참가                          | 소련으로 참가                          | 소련으로 참가                          | 소련으로 참가              | 소련으로 참가              | 소련으로 참가              | 소련으로 참가              | 소련으로 참가              | 소련으로 참가              | 소련으로 참가              |
| 1988년              | 소련으로 참가                          | 소련으로 참가                          | 소련으로 참가                          | 소련으로 참가                          | 소련으로 참가                          | 소련으로 참가                          | 소련으로 참가                          | 소련으로 참가                          | 소련으로 참가                          | 소련으로 참가              | 소련으로 참가              | 소련으로 참가              | 소련으로 참가              | 소련으로 참가              | 소련으로 참가              | 소련으로 참가              |
| 1992년              | 소련으로 참가                          | 소련으로 참가                          | 소련으로 참가                          | 소련으로 참가                          | 소련으로 참가                          | 소련으로 참가                          | 소련으로 참가                          | 소련으로 참가                          | 소련으로 참가                          | 소련으로 참가              | 소련으로 참가              | 소련으로 참가              | 소련으로 참가              | 소련으로 참가              | 소련으로 참가              | 소련으로 참가              |
| 1996년              | 지역 예선 탈락                         | 지역 예선 탈락                         | 지역 예선 탈락                         | 지역 예선 탈락                         | 지역 예선 탈락                         | 지역 예선 탈락                         | 지역 예선 탈락                         | 지역 예선 탈락                         | 지역 예선 탈락                         | 10                         | 5                          | 0                          | 5                          | 14                         | 13                         | 15                         |
| 2000년              | 지역 예선 탈락                         | 지역 예선 탈락                         | 지역 예선 탈락                         | 지역 예선 탈락                         | 지역 예선 탈락                         | 지역 예선 탈락                         | 지역 예선 탈락                         | 지역 예선 탈락                         | 지역 예선 탈락                         | 10                         | 1                          | 2                          | 7                          | 8                          | 18                         | 5                          |
| 2004년              | 지역 예선 탈락                         | 지역 예선 탈락                         | 지역 예선 탈락                         | 지역 예선 탈락                         | 지역 예선 탈락                         | 지역 예선 탈락                         | 지역 예선 탈락                         | 지역 예선 탈락                         | 지역 예선 탈락                         | 8                          | 2                          | 1                          | 5                          | 8                          | 14                         | 7                          |
| 2008년              | 지역 예선 탈락                         | 지역 예선 탈락                         | 지역 예선 탈락                         | 지역 예선 탈락                         | 지역 예선 탈락                         | 지역 예선 탈락                         | 지역 예선 탈락                         | 지역 예선 탈락                         | 지역 예선 탈락                         | 12                         | 3                          | 1                          | 8                          | 16                         | 19                         | 10                         |
| 2012년              | 지역 예선 탈락                         | 지역 예선 탈락                         | 지역 예선 탈락                         | 지역 예선 탈락                         | 지역 예선 탈락                         | 지역 예선 탈락                         | 지역 예선 탈락                         | 지역 예선 탈락                         | 지역 예선 탈락                         | 10                         | 2                          | 4                          | 4                          | 7                          | 9                          | 10                         |
| 2016년              | 지역 예선 탈락                         | 지역 예선 탈락                         | 지역 예선 탈락                         | 지역 예선 탈락                         | 지역 예선 탈락                         | 지역 예선 탈락                         | 지역 예선 탈락                         | 지역 예선 탈락                         | 지역 예선 탈락                         | 10                         | 3                          | 0                          | 7                          | 10                         | 16                         | 9                          |
| 2020년              | 지역 예선 탈락                         | 지역 예선 탈락                         | 지역 예선 탈락                         | 지역 예선 탈락                         | 지역 예선 탈락                         | 지역 예선 탈락                         | 지역 예선 탈락                         | 지역 예선 탈락                         | 지역 예선 탈락                         | 10                         | 3                          | 2                          | 5                          | 8                          | 12                         | 11                         |
| 2024년              | 16강                                   | 15위                                   | 4                                      | 1                                      | 1                                      | 2                                      | 5                                      | 8                                      | 4                                      | 10                         | 3                          | 3                          | 4                          | 14                         | 18                         | 12                         |
| 합계                | 1회 진출(1/8)                          | 16강(1회)                              | 4                                      | 1                                      | 1                                      | 2                                      | 5                                      | 8                                      | 4                                      | 80                         | 22                         | 13                         | 45                         | 85                         | 119                        | 79                         |
| 순위                | UEFA 유럽 축구 선수권 대회 순위 : 10위 | UEFA 유럽 축구 선수권 대회 순위 : 10위 | UEFA 유럽 축구 선수권 대회 순위 : 10위 | UEFA 유럽 축구 선수권 대회 순위 : 10위 | UEFA 유럽 축구 선수권 대회 순위 : 10위 | UEFA 유럽 축구 선수권 대회 순위 : 10위 | UEFA 유럽 축구 선수권 대회 순위 : 10위 | UEFA 유럽 축구 선수권 대회 순위 : 10위 | UEFA 유럽 축구 선수권 대회 순위 : 10위 | 유로 예선 승점 순위 : 40위 | 유로 예선 승점 순위 : 40위 | 유로 예선 승점 순위 : 40위 | 유로 예선 승점 순위 : 40위 | 유로 예선 승점 순위 : 40위 | 유로 예선 승점 순위 : 40위 | 유로 예선 승점 순위 : 40위 |

## 주요 선수
- 구람 카시아
- 기오르기 로리아
- 자바 칸카바
- 발레리 카자이슈빌리
- 자노 아나니제
- 흐비차 크바라츠헬리아

## 역대 감독
| 감독              | 임기        |
| ----------------- | ----------- |
| 알랭 지레스       | 2004 ~ 2005 |
| 클라우스 토프묄러 | 2006 ~ 2008 |
| 엑토르 쿠페르     | 2008 ~ 2009 |
| 윌리 사뇰         | 2021 ~      |